# Taylor Eigsti

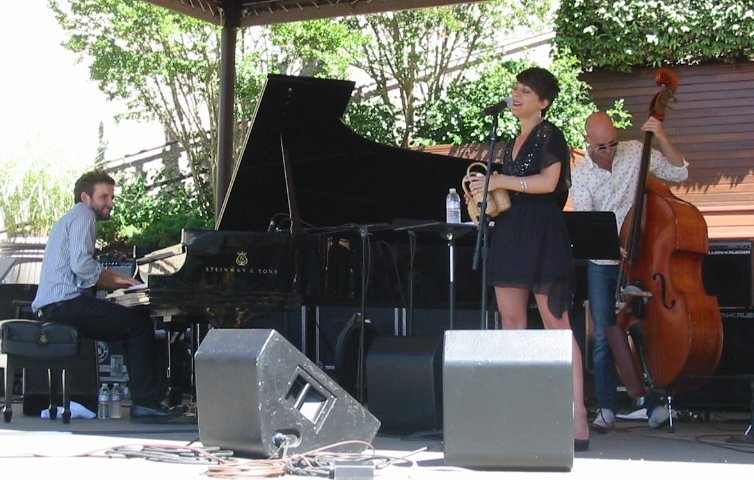
Eigsti am Piano, zusammen mit Gretchen Parlato (Gesang), Alan Hampton (Bass) und Kendrick Scott (Schlagzeug).

Taylor Eigsti (* 24. September 1984 in Menlo Park) ist ein US-amerikanischer Jazz-Pianist, der größtenteils im Neobop anzusiedeln ist, allerdings auch Funk und Soulelemente in seine Musik einfließen lässt.

## Leben und Wirken
Er fing mit vier Jahren mit dem Klavierspielen an und trat schon im Alter von acht Jahren im Vorprogramm von David Benoit auf (später folgten Auftritte im Vorprogramm anderer Größen wie Diana Krall, Al Jarreau, Natalie Cole oder Hank Jones). Mit 14 Jahren nahm er (mit dem Schlagzeuger Dan Brubeck) 1998 sein erstes Album auf. Ein Jahr später gab er erste Unterrichtsstunden in einem Jazz Workshop an der Stanford University. Zur gleichen Zeit machte er seinen Abschluss an der "Woodside Priory School als zweitbester seines Jahrgangs. Danach begann er ein Studium an der University of Southern California. In den darauffolgenden Jahren stellte er sich bei Marian McPartlands Piano Jazz-Programm und dem BET Jazz Channel vor; außerdem widmete ihm das Jazziz-Magazin im November 2006 das Titelthema.
Nach Veröffentlichungen auf eigenen Labels brachte er 2003 auf Bob City Records mit Resonance ein erstes Album heraus, das ihn national und international bekannt machte. Das folgende Album Lucky to Be Me (u. a. mit Christian McBride, Lewis Nash, James Genus, Billy Kilson und Julian Lage) führte dazu, dass er 2007 für zwei Grammys nominiert wurde (Best Jazz Solo Performance und Best Instrumental Composition für sein Stück Argument). 2010 legte er mit seinem Quintett das Album Daylight at Midnight vor. Sein Album Tree Falls wurde 2022 mit dem Grammy Award for Best Contemporary Instrumental Album ausgezeichnet. Zu hören ist er auch auf Matt Slocums Album With Love and Sadness (2022) und Return to Casual (2023) von Walter Smith III.